# Роклин
Роклин (на английски: Rocklin) е град в окръг Плейсър, щата Калифорния, САЩ. Роклин е с население от 64 838 жители (по приблизителна оценка от 2017 г.) и обща площ от 51,46 km². Намира се на 79 m надморска височина. ЗИП кодовете му са 95677, 95765, а телефонният му код е 916.